# Reizei Tennō
 Reizei Tennō (冷泉天皇?) (12 de junio de 950-21 de noviembre de 1011) fue el 63.er emperador de Japón, según el orden tradicional de sucesión. Reinó entre 967 y 969. Antes de ser ascendido al Trono de Crisantemo, su nombre personal (imina) era Príncipe Imperial Norihira (Norihira-shinnō).

## Genealogía
Fue el segundo hijo de Murakami Tennō y de la Emperatriz Yasuko, hija del Ministro de la Derecha Fujiwara no Morosuke.
Desde tiempos antiguos, existieron cuatro clanes nobles, el Genpeitōkitsu (源平藤橘). Uno de estos clanes, el clan Minamoto conocido también como Genji, posee una rama llamada Reizei Genji (冷泉源氏), de la cual todos descienden del Emperador Reizei.

## Biografía

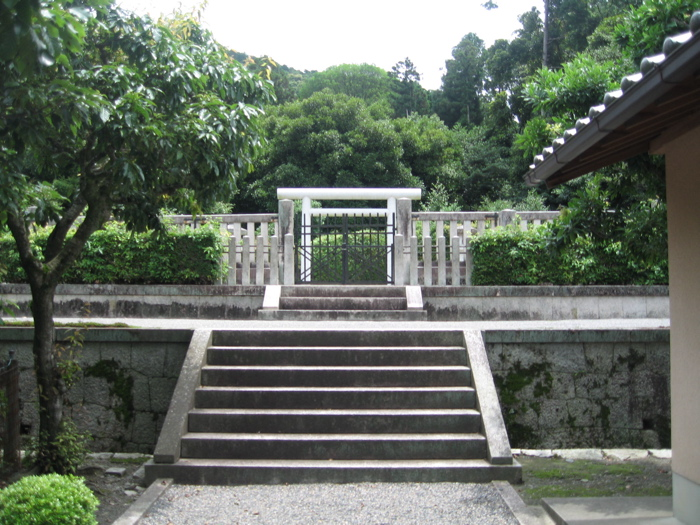
Tumba del Emperador Reizei en Kioto.

Poco después de nacer fue asignado Príncipe de la Corona. Esta decisión fue hecha bajo la influencia de Fujiwara no Morosuke y su hermano Fujiwara no Sanetomo, quienes tenían el poder en la Corte.
En 967, su padre, Murakami Tennō fallece y asume el trono a la edad de 18 años, con el nombre de Reizei Tennō. Sólo reinó por dos años, una de las principales razones era que el emperador tenía una pésima salud mental y fue presionado por el clan Fujiwara a abdicar el trono.
En 969, el Emperador Reizei abdica a favor de su hermano En'yū Tennō, se convierte en un monje budista y asume el título honorífico de Reizei-in Jōkō.
Daijō Tennō Reizei-in Jōkō fallece en 1011, a la edad de 62 años.

## Kugyō
Kugyō (公卿) es el término colectivo para los personajes más poderosos y directamente ligados al servicio del emperador del Japón anterior a la restauración Meiji. Eran cortesanos hereditarios cuya experiencia y prestigio les había llevado a lo más alto del escalafón cortesano.
- Kanpaku:  Ōno-no-miya Fujiwara no Saneyori (900 – 970)[7]
- Daijō Daijin: Fujiwara no Saneyori[8]
- Sadaijin:
- Udaijin: Fujiwara no Morotada (920 – 969)[8]
- Nadaijin:
- Dainagon:

## Eras
- Kōhō (964 – 968)
- Anna (968 – 970)